# 박영식 (군인)
박영식(朴永植, 1950년 ~ )은 조선민주주의인민공화국의 군인 겸 정치인이다. 조선인민군 대장으로 인민무력부장과 조선민주주의인민공화국 국무위원회 위원, 조선로동당 중앙군사위원회 위원을 맡고 있다.
1994년 소장으로 처음 장성급으로 진급 후, 2009년 중장, 2014년 상장으로 진급하여 황병서의 바로 아랫자리인 총정치국 부국장 직을 역임하다가 2015년 대장으로 진급, 4월 말 현영철 인민무력부장이 숙청된 후 6월부터 인민무력상을 맡은 것으로 보이며 정식으로 인민무력상임이 확인된 것은 7월이다. 중앙군사위원회 위원으로도 임명되었다.
| 전임 현영철 (공석) | 제13대 조선민주주의인민공화국의 인민무력부장 2015년 7월 11일 ~ 2018년 6월 4일 | 후임 노광철 |